# Ozierce (obwód witebski)
Ozierce (błr. Азярцы, Aziarcy; ros. Озерцы, Oziercy) – agromiasteczko na Białorusi, w obwodzie witebskim, w rejonie głębockim. Jest siedzibą sielsowietu Ozierce.

## Położenie
Miejscowość leży 8 km na północny wschód od Głębokiego. Nazwa pochodzi od jeziorek leżących wokół wsi. 2 km na południowy wschód od wsi przebiega droga R45 Połock–Głębokie.

## Historia
Wieś Jezierce była znana w 1744 roku jako miejscowość w parafii w Głębokiem.
W 1870 roku wieś leżała w wołoście Głębokie, w powiecie dziśnieńskim guberni wileńskiej. Majątek ziemski Ozierce należał wówczas do rodziny Korsaków.
Folwark i dobra Ozierec zostały opisane w Słowniku geograficznym Królestwa Polskiego. Z opisu wynika, że w 1886 roku w dobrach mieszkało 497 osób, liczyły one 5818 dziesięcin ziemi dworskiej. Znajdowała się tu gorzelnia oraz kościół filialny ufundowany przez Korsaków.
W okresie międzywojennym majątek i kolonia leżały w granicach II Rzeczypospolitej w gminie wiejskiej Głębokie, w powiecie dziśnieńskim, w województwie wileńskim.
Według Powszechnego Spisu Ludności z 1921 roku majątek zamieszkiwało 155 osób, 86 było wyznania rzymskokatolickiego, 68 prawosławnego a 1 ewangelickiego. Jednocześnie 126 mieszkańców zadeklarowało polską a 29 białoruską przynależność narodową. Było tu 10 budynków mieszkalnych.
W 1931 majątek liczył 12 domów, które zamieszkiwało 143 osoby.
Po agresji ZSRR na Polskę w 1939 roku wieś znalazła się pod okupacją sowiecką, w granicach BSRR. Leżała w rejonie głębockim obwodu wilejskiego. W latach 1941–1944 była pod okupacją niemiecką. Następnie leżała w BSRR, od 20 września 1944 w obwodzie połockim, od 8 stycznia 1954 r. w obwodzie mołodeczańskim, a od 20 stycznia 1960 r. w obwodzie witebskim.
Od 1991 roku w Republice Białorusi.

## Obecnie
W 1995 roku w miejscowości znajdowało się 306 gospodarstw, 786 mieszkańców. W 2010 roku istniały 273 domy, 680 mieszkańców. Znajduje się tutaj szkoła średnia, centrum kulturalno-sportowe, biblioteka z muzeum etnograficznym oraz przychodnia zdrowia.

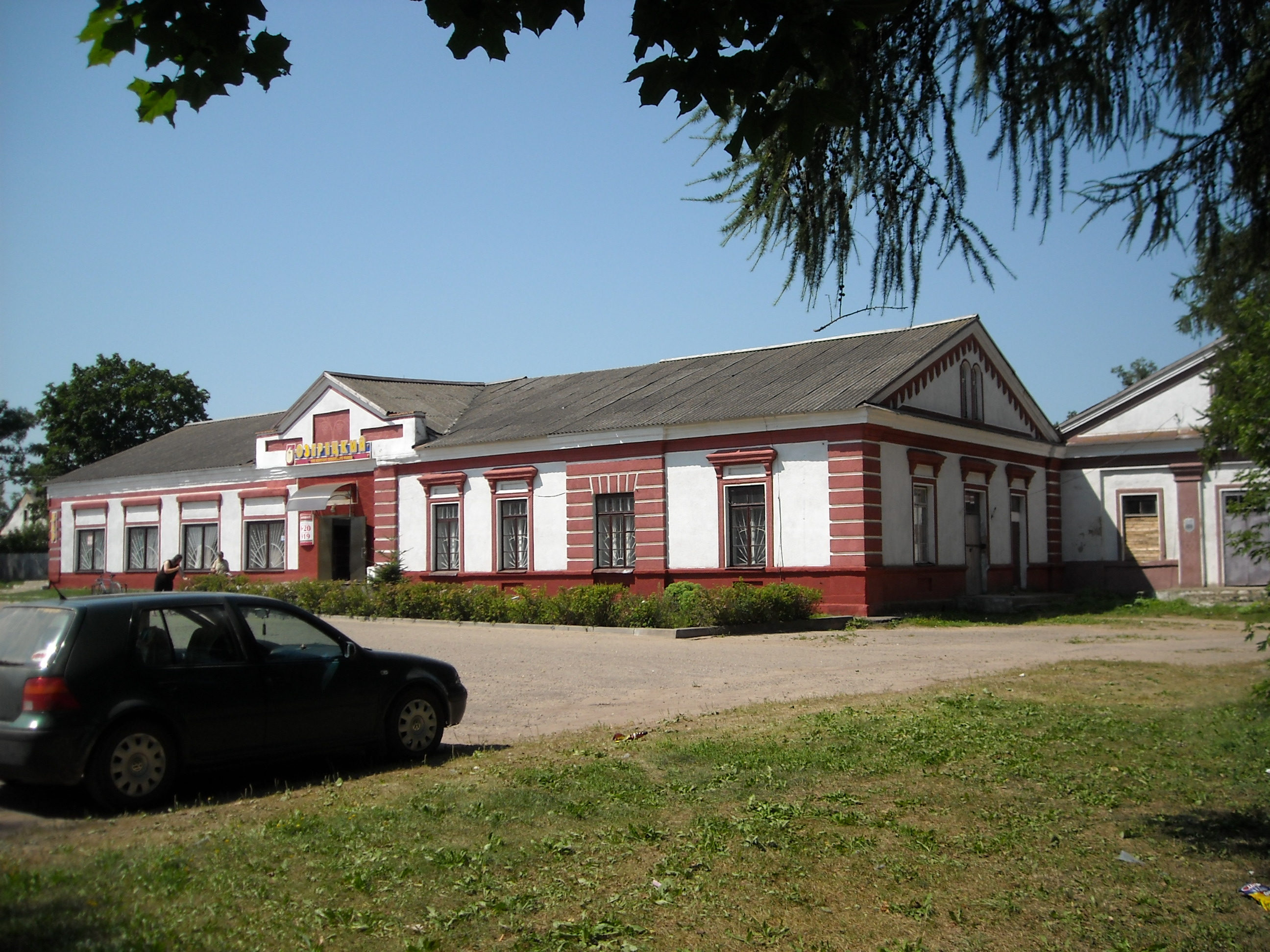
Dwór

## Dwór
Miejscowe dobra należały niegdyś do Ciechanowieckich, później przez dłuższy czas do Korsaków. Chorąży Michał Korsak sprzedał dobra Józefowi Korsakowi, po którym odziedziczył je jego syn Erazm, marszałek lepelski. W końcu XIX wieku odziedziczyła je jego córka Zofia Oskierczyna i do 1939 roku dobra należały do rodu Oskierków.
W miejscowości znajduje się późnoklasycystyczny dwór z drugiej połowy XIX w., wybudowany prawdopodobnie przez Korsaków. Budynek został wpisany do Państwowego spisu historycznych i kulturowych zabytków Republiki Białorusi. Dwór składa się z dwóch parterowych prostopadłych korpusów wzniesionych na planach prostokątów. Elewacje ozdabiają boniowanie, nadokienniki i fryz arkadowy. Obecnie w budynku mieszczą się biura.
Zachowały się fragmenty parku dworskiego, stajnie oraz budynki gospodarcze. Jeden z budynków gospodarczych został zburzony na pocz. XXI w. w celu budowy kościoła katolickiego św. Apostołów Piotra i Pawła.

## Parafia rzymskokatolicka
Miejscowość jest siedzibą parafii św. Apostołów Piotra i Pawła w Oziercach, w dekanacie głębockim diecezji witebskiej. Kościół parafialny został wybudowany w 2007 roku.